# András Jakab
András Jakab (* 2. März 1978 in Budapest) ist ein ungarischer Rechtswissenschafter, Universitätsprofessor für Verfassungs- und Verwaltungsrecht an der Universität Salzburg und Richter am Europäischen Gerichtshof für Menschenrechte.

## Leben und Wirken
Jakab studierte von 1996 bis 2001 an der Fakultät für Rechtswissenschaften und Politikwissenschaften der Katholischen Péter-Pázmány-Universität (Abschluss 2001 mit Doktorat) und von 1997 bis 1998 Philosophie an der Eötvös-Loránd-Universität. Von 1998 bis 1999 studierte er Rechtswissenschaften an der Universität Salzburg. Er erlangte 2005 den Abschluss LL.M. in deutschem Recht an der Ruprecht-Karls-Universität Heidelberg sowie 2007 den PhD-Abschluss in Politik- und Rechtswissenschaften an der Universität Miskolc.
Weitere Meilensteine waren die Habilitation (2012), die Professur an der Péter-Pázmány-Universität (2016) sowie die Erlangung des Grades DSc (Doctor Scientiarum) an der Ungarischen Akademie der Wissenschaften (2016).
2017 wurde Jakab an die Universität Salzburg, Fachbereich Verfassungs- und Verwaltungsrecht, berufen.
Seit 1. November 2024 ist Jakab für Österreich Richter am Europäischen Gerichtshof für Menschenrechte.
Jakab ist verheiratet und Vater eines Kindes.